# Cecidomyia minuscula
Cecidomyia minuscula är en tvåvingeart som först beskrevs av Gagne 1989.  Cecidomyia minuscula ingår i släktet Cecidomyia och familjen gallmyggor. Inga underarter finns listade i Catalogue of Life.